# Charles Meyer
Pour les articles homonymes, voir Meyer.
Carl Wilhem Meyer dit Charles Meyer, né le 16 mars 1868 à Flensbourg (Prusse) et mort le 31 janvier 1931 à Dieppe (France), est un coureur cycliste danois professionnel de 1892 à 1898. Au cours de sa carrière, il remporte Bordeaux-Paris en 1895 et termine deuxième de Paris-Roubaix 1896 et cinquième en 1898.

## Biographie
En 1892, Charles Meyer obtient son premier résultat en se classant deuxième des courses sur route françaises Paris-Nantes-Rennes-Paris et Paris-Nantes-Caen-Rouen-Paris respectivement. L'année suivante, il remporte Paris-Trouville et Amiens-Dieppe. En 1893, il participe à un concours avec Buffalo Bill pour savoir qui parcourt le plus de kilomètres en douze heures, Meyer étant sur un vélo et Buffalo Bill sur un cheval. Meyer parcourt 332 km, soit douze kilomètres de moins que son adversaire,.
Lors de la saison 1894, Meyer prend la deuxième place du Bol d'or et de Lyon-Paris-Lyon et termine troisième de Paris-Dinant. En 1895, il s'adjuge la plus grande victoire de sa carrière, la classique de 600 kilomètres Bordeaux-Paris. L'année suivante, il prend la deuxième place derrière l'Allemand Josef Fischer de la première édition de Paris-Roubaix. En 1897, il est troisième de Bordeaux-Paris.
Charles Meyer, qui court sous le prénom de « Charles », s'installe à Dieppe comme agent de cycles, puis d'automobiles. Le 11 décembre 1898, il est naturalisé français. Il aide Charles Terront au cours de son périple à vélo entre Saint-Pétersbourg et Paris en 1893 (3 000 km en treize jours).
En 1907, il met à disposition ses locaux au nouveau club de badminton de Dieppe : le « Covered Lawn Tennis and Badminton Club ». Les matches sont joués sur deux terrains tracés dans un garage. Il accueille également des compétitions d'escrime, de lutte et de patinage à roulettes ainsi que des projections de films,.

## Palmarès
- 1892
  - 2e de Paris-Nantes-Caen-Rouen-Paris[11]
- 1893
  - Paris-Trouville
  - Amiens-Dieppe
- 1894
  - 2e du Bol d'or
  - 2e de Lyon-Paris-Lyon
  - 3e de Paris-Dinant
- 1895
  - Bordeaux-Paris
  - Paris-Royan
- 1896
  - Paris-Royan
  - 2e de Paris-Roubaix
- 1897
  - 3e de Bordeaux-Paris
- 1898
  - Paris-Royan
  - 5e de Paris-Roubaix